# شاکر عامر
شاکر عامر (انگلیسی: Shaker Aamer؛ زادهٔ ۲۱ دسامبر ۱۹۶۶) زبان‌شناس اهل عربستان سعودی است. او در سال ۲۰۰۲ در جلال آباد افغانستان توسط آمریکا به جرم همکاری با القاعده دستگیر و به مدت ۱۳ سال در زندان گوانتانامو بازداشت بود.او در سال ۲۰۱۵ از زندان گوانتانامو آزاد شد.